# Hanuš Bonn

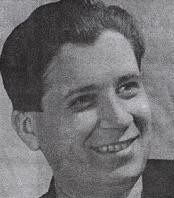
Hanuš Bonn

Hanuš Bonn (Pseudonym Josef Kohout; * 5. Juli 1913 in Teplitz-Schönau, Bezirk Außig, Österreich-Ungarn; † 20. Oktober 1941 im KZ Mauthausen) war ein tschechischer Dichter, Literaturkritiker und Übersetzer prosaischer Veröffentlichungen von Naturvölkern.

## Leben
1932 legte er in Prag das Abitur ab und studierte anschließend bis 1938 an der Karlsuniversität Rechtswissenschaften. Nach der Zerschlagung der Tschechoslowakei durch die Nationalsozialisten arbeitete er aktiv in der tschechischen Judenbewegung mit und war führend in der Prager Jüdischen Gemeinde tätig. Im Oktober 1941 wurde er inhaftiert, in das Konzentrationslager Mauthausen überführt und dort ermordet.

## Werke
Seine Werke sind durch Jiří Orten beeinflusst. Sie spiegeln die depressive Atmosphäre des Vorkriegseuropas und seine Eindrücke, Unsicherheiten und Ängste. Er schrieb ebenfalls für Zeitschriften und Zeitungen.